# Bilsi
Bilsi es una ciudad y municipio situado en el distrito de Badaun en el estado de Uttar Pradesh (India). Su población es de 26604 habitantes (2011). 

## Demografía
Según el  censo de 2001 la población de Bilsi era de 23564 habitantes, de los cuales el 53% eran hombres y el 47% eran mujeres. Bilsi tiene una tasa media de alfabetización del 45%, inferior a la media nacional del 59,5%: la alfabetización masculina es del 52%, y la alfabetización femenina del 37%.